# Canthidium taurinum
Canthidium taurinum är en skalbaggsart som beskrevs av Edgar von Harold 1867. Canthidium taurinum ingår i släktet Canthidium och familjen bladhorningar. Inga underarter finns listade.